# Почётные граждане Пензы
Почётные граждане Пензы — перечень обладателей звания «Почётный гражданин города Пензы».
Звание присваивается персонально и пожизненно уроженцам, а также гражданам, проживающим или проживавшим в городе Пенза. Допускается посмертное присвоение.

## О звании
Звание является высшей формой поощрения в городе Пензе за заслуги в области экономики, политики, науки, культуры, спорта, искусства, образования, здравоохранения, охраны жизни и здоровья, защиты прав и свобод граждан, воспитания, защиты Отечества и иные заслуги перед городом Пензой и её жителями.

## История
Первым почётным гражданином города Пензы в 1964 году стал Виктор Николаевич Скорняков (9 ноября 1904 — 24 ноября 1966), основатель и первый директор (1940-1964) Пензенского часового завода. Звание присвоено Решением исполкома городского Совета депутатов, трудящихся от 08.05.64 № 238.
Действующее Положение «О Почётном гражданине города Пензы» вышло принято решением Пензенской городской Думы от 25 сентября 1998 года N 229/22. Корректировка и дополнение произведены решениями Решений Пензенской городской Думы от 24.09.1999 N 409/33, от 28.03.2003 N 426/32, от 28.10.2005 N 228-15/4, от 25.09.2008 N 1078-49/4, от 23.04.2009 N 35-5/5, от 26.03.2010 N 289-16/5, от 27.05.2010 N 337-18/5, от 27.04.2011 N 602-27/5, от 25.11.2011 N 778-33/5, от 24.05.2013 N 1228-51/5, от 25.10.2013 N 1327-55/5, от 26.06.2015 N 214-10/6, от 28.10.2016 N 574-27/6, от 26.05.2017 N 737-34/6, от 27.04.2018 N 952-44/6, от 31.08.2018 N 1033-48/6, от 26.04.2019 N 1208-56/6, от 28.02.2020 N 127-7/7, от 17.02.2023 N 846-47/7, от 31.03.2023 N 866-48/7.

## Порядок присвоения
Звание присваивается решением Пензенской городской Думы на основании ходатайства за:
- особые личные заслуги с выдающимся результатом в области экономики, политики, науки, культуры, искусства, образования, здравоохранения, производства, в укреплении законности, охране жизни и здоровья, защиты прав и свобод граждан, воспитании, развитии спорта, получившие высокую оценку на международном, государственном, местном уровнях, подтвержденные наличием международных, государственных, муниципальных наград, дипломов, свидетельств, удостоверений;
- проявление гражданином личного мужества и героизма при исполнении воинского, служебного или гражданского долга по защите Отечества, прав и свобод граждан, подтвержденное наличием государственных, ведомственных или муниципальных наград, медалей, орденов за проявления личного мужества и героизма.

## Перечень
| ФИО, дата рождения                                                                  | Данные о решении |
| ----------------------------------------------------------------------------------- | --- |
| Алексеева, Лариса Алексеевна (род. 1961)                                            | Решение Пензенской городской Думы от 24.05.2019 № 1236-57/6                                                                             |
| Альчин, Сергей Васильевич (род. 1949)                                               | Решение Пензенской городской Думы от 29.05.2015 № 166-9/6                                                                               |
| Ананьин, Егор Фёдорович (1924—1989)                                                 | Решение Исполкома горсовета от 08.02.1972 № 73/1                                                                                        |
| Антипов, Николай Иванович (род. 1939)                                               | Решение Пензенской городской Думы от 27.02.2009 № 1219-55/4                                                                             |
| Арапов, Александр Николаевич (1801—1872)                                            | нет данных |
| Ащеулов, Николай Михайлович (1951—2012)                                             | Решение Пензенской городской Думы от 30.11.2007 № 823-41/4                                                                              |
| Балалаев, Иван Дмитриевич (1931—2019)                                               | Постановление главы администрации от 19.06.1996 № 883                                                                                   |
| Баулин, Николай Афанасьевич (1932—2016)                                             | Решение Пензенской городской Думы от 29.03.2002 № 238/18                                                                                |
| Беззубцев, Виктор Ильич (род. 1952)                                                 | Решение Пензенской городской Думы от 27.05.2022 № 658-37/7                                                                              |
| Белозерцев, Иван Александрович (род. 1958)                                          | Решение Пензенской городской Думы от 31.08.2018 № 1007-48/6 (лишен звания Решением Пензенской городской Думы от 03.09.2024 № 1254-64/7) |
| Бочкарёв, Василий Кузьмич (1949—2016)                                               | Решение Пензенской городской Думы от 30.05.2003 № 477/35                                                                                |
| Бурлаков, Иван Иванович (1910—1986)                                                 | Решение Исполкома горсовета от 15.09.1970 № 534                                                                                         |
| Васильев, Виктор Петрович (род. 1950)                                               | Решение Пензенской городской Думы от 25.05.2018 № 968-45/6                                                                              |
| Васильева, Татьяна Алексеевна (род. 1945)                                           | Решение Пензенской городской Думы от 27.05.2020 № 197-10/7                                                                              |
| Вдонин, Василий Алексеевич (род. 1947)                                              | Решение Пензенской городской Думы от 27.02.2007 № 596-31/4                                                                              |
| Волков, Валентин Александрович (1926—2017)                                          | Решение Пензенской городской Думы от 31.03.2006 № 339-21/4                                                                              |
| Волчихин, Владимир Иванович (род. 1946)                                             | Решение Пензенской городской Думы от 27.05.2016 № 457-22/6                                                                              |
| Гевлич, Дмитрий Ксенофонтович (1837—1913)                                           | нет данных |
| Гризодубова, Валентина Степановна (1910—1993)                                       | Решение исполкома городского Совета депутатов трудящихся от 08.01.1965 № 698                                                            |
| Гришин, Октябрь Васильевич (1927—1981)                                              | Решение Пензенской городской Думы от 26.04.2013 № 1203-50/5                                                                             |
| Дворянцева-Каткова, Валентина Фёдоровна (1920—2002)                                 | Постановление бюро Горкома КПСС и горисполкома от 28.01.1977 № 4-20                                                                     |
| Дорош, Виталий Георгиевич (род. 1920)                                               | Решение Пензенской городской Думы от 26.05.2017 № 731-34/6                                                                              |
| Дымков, Николай Петрович (1929—1992)                                                | Решение Исполкома горсовета от 14.01.1975 № 58                                                                                          |
| Евстифеев, Николай Тимофеевич (1848—1913)                                           | нет данных |
| Ерзунов, Виктор Иванович (1926—2010)                                                | Решение Пензенской городской Думы от 29.05.2001 № 91/7                                                                                  |
| Ермин, Лев, Борисович (1923—2004)                                                   | Постановление бюро Горкома КПСС и горисполкома от 03.05.1974 № 8-35                                                                     |
| Жуковская, Татьяна Матвеевна (1921—1996)                                            | Решение Исполкома горсовета от 26.09.1972 № 708                                                                                         |
| Журавлёв, Валентин Михайлович (род. 1937)                                           | Постановление главы администрации от 12.08.1994 № 840                                                                                   |
| Застрожный, Владимир Кириллович (1924—1994)                                         | Постановление Малого Совета городского Совета народных депутатов и Главы администрации города от 28.05.1993 № 460                       |
| Зуева, Мария Петровна (1927—2012)                                                   | Постановление бюро Горкома КПСС и горисполкома от 23.01.1979 № 2-27                                                                     |
| Иванова, Валентина Ивановна (род. 1932)                                             | Постановление бюро Горкома КПСС и горисполкома от 27.01.1978 № 2-37                                                                     |
| Калашников, Александр Серафимович (род. 1949)                                       | Решение Пензенской городской Думы от 28.10.2011 № 750-32/5                                                                              |
| Каширский, Владимир Викторович (1941—2023)                                          | Решение Пензенской городской Думы от 26.04.2013 № 1203-50/5                                                                             |
| Керханаджев, Владимир Михайлович (1924—2020)                                        | Решение Пензенской городской Думы от 20.02.2015 № 76-6/6                                                                                |
| Киселёва, Мария Михайловна (1798—1887)                                              | нет данных |
| Ковлягин, Анатолий Фёдорович (1938—2009)                                            | Постановление главы администрации от 15.05.1996 № 681                                                                                   |
| Кожевников, Анатолий Фёдорович (1937—2007)                                          | Решение Пензенской городской Думы от 26.03.1999 № 331/29                                                                                |
| Колобов, Николай Романович (1907—1999)                                              | Постановление бюро Горкома КПСС и горисполкома от 24.07.1987 № 316                                                                      |
| Король, Анна Степановна (1926—2020)                                                 | Постановление главы администрации от 15.05.1996 № 681                                                                                   |
| Котов, Владимир Семёнович (род. 1936)                                               | Решение Пензенской городской Думы от 27.05.2011 № 640-28/5                                                                              |
| Краснянский, Игорь Алексеевич (1916—1997)                                           | Постановление главы администрации от 31.05.1996 № 788                                                                                   |
| Кузнецов, Юрий Иванович (1926—2006)                                                 | Постановление бюро Горкома КПСС и горисполкома от 17.02.1982 № 84/1                                                                     |
| Куликов, Иван Михайлович (род. 1952)                                                | Решение Пензенской городской Думы от 27.05.2016 № 458-22/6                                                                              |
| Лапин, Василий Васильевич (1917—2001)                                               | Решение Исполкома горсовета от 29.01.1974 № 62                                                                                          |
| Лобов, Валентин Николаевич (1936—2002)                                              | Постановление бюро Горкома КПСС и горисполкома от 02.02.1982 № 84                                                                       |
| Лозицкая, Людмила Алексеевна (1924—2010)                                            | Постановление главы администрации от 16.06.1994 № 622                                                                                   |
| Ломакова-Холодова, Лина Степановна (1897—1966)                                      | Решение исполкома городского Совета депутатов, трудящихся от 08.01.1965 № 694                                                           |
| Мальшаков, Николай Петрович (1924—1997)                                             | Постановление бюро Горкома КПСС и Исполкома горсовета от января 1969                                                                    |
| Марынов, Александр Иванович (род. 1948)                                             | Решение Пензенской городской Думы от 28.04.2023 № 909-49/7                                                                              |
| Маслов, Сергей Иванович (1931—2011)                                                 | Постановление бюро Горкома КПСС и горисполкома от 18.05.1987 № 188                                                                      |
| Маслова, Анна Васильевна (1934—2024)                                                | Постановление бюро Горкома КПСС и горисполкома от 30.08.1985 № 505                                                                      |
| Милютин, Дмитрий Алексеевич (1816—1912)                                             | нет данных |
| Новиков, Игорь Ефимович (1933—2014)                                                 | Постановление Малого Совета городского Совета народных депутатов, и Главы администрации города от 28.05.1993 № 460                      |
| Новосельцева, Нинель Александровна (1937—2020)                                      | Решение Пензенской городской Думы от 22.12.2016 № 627-30/6                                                                              |
| Ноздрачёв, Алексей Иванович (1932—2008)                                             | Постановление бюро Горкома КПСС и горисполкома от 28.01.1977 № 4-19                                                                     |
| Окороков, Виталий Михайлович (род. 1946)                                            | Решение Пензенской городской Думы от 25.03.2022 № 617-35/7                                                                              |
| Орлов, Юрий Александрович (1938—2023)                                               | Решение Пензенской городской Думы от 30.03.2012 г. № 892-37/5                                                                           |
| Патеев, Шарафетдин Хабибуллович (1838—1915)                                         | Грамота Императора Николая II от 06.12.1906 года                                                                                        |
| Пелетьминский, Василий Петрович (1843—1910)                                         | нет данных |
| Перцов, Константин Петрович (1828—1913)                                             | нет данных |
| Петраш, Павел Григорьевич (1924—2017)                                               | Постановление бюро Горкома КПСС и горисполкома от 21.05.1984 № 313                                                                      |
| Пинишина, Светлана Фёдоровна (род. 1945)                                            | Решение Пензенской городской Думы от 26.05.2017 № 732-34/6                                                                              |
| Попрядухин, Роман Николаевич (1928—2014)                                            | Решение Пензенской городской Думы от 28.09.2012 № 1023-43/5                                                                             |
| Почивалов, Юрий Степанович (род. 1947)                                              | Решение Пензенской городской Думы от 28.09.2012 № 1023-43/5                                                                             |
| Преснякова, Любовь Николаевна (1922—2017)                                           | Решение Пензенской городской Думы от 26.08.2016 № 538-25/6                                                                              |
| Проценко, Михаил Васильевич (1914—2003)                                             | Постановление главы администрации от 21.02.1997 № 230                                                                                   |
| Разорилова, Валентина Алексеевна (род. 1947)                                        | Постановление бюро Горкома КПСС и горисполкома от 28.05.1986 № 277                                                                      |
| Родионов, Григорий Афанасьевич (1921—1997)                                          | Постановление бюро Горкома КПСС и горисполкома от 13.01.1976 № 47                                                                       |
| Рыбалкин, Сергей Борисович (род. 1954)                                              | Решение Пензенской городской Думы от 29.05.2020 № 201-10/7                                                                              |
| Савина, Валентина Алексеевна (1941—2018)                                            | Постановление бюро Горкома КПСС и горисполкома от 24.05.1988 № 184                                                                      |
| Самокутяев, Александр Михайлович (род. 1970)                                        | Решение Пензенской городской Думы от 26.04.2013 № 1203-50/5                                                                             |
| Святополк-Мирский, Пётр Дмитриевич (1857—1914)                                      | нет данных |
| Седов, Юрий Владимирович (1927—1999)                                                | Решение Исполкома горсовета от 08.02.1972 № 73                                                                                          |
| Селиванов, Павел Дмитриевич (1921—1994)                                             | Решение Исполкома горсовета от 23.10.1973 № 709                                                                                         |
| Селиверстов, Николай Дмитриевич (1830—1890)                                         | нет данных |
| Сидоров, Николай Михайлович (1922—2009)                                             | Постановление главы администрации от 15.05.1996 № 681                                                                                   |
| Скобцов, Иван Михайлович (1900—1983)                                                | Решение исполкома городского Совета депутатов трудящихся от 08.01.1965 № 697                                                            |
| Скорняков, Виктор Николаевич (1904—1966)                                            | Решение исполкома городского Совета депутатов трудящихся от 08.05.1964 № 238                                                            |
| Сорокин, Борис Андреевич (1893—1972)                                                | Решение исполкома городского Совета депутатов трудящихся от 08.01.1965 № 699                                                            |
| Стукалов, Виктор Александрович (1924—1981)                                          | Решение Исполкома горсовета от 26.02.1974                                                                                               |
| Таганцев, Николай Степанович (1843—1923)                                            | нет данных |
| Тамбовцев, Геннадий Петрович (род. 1951)                                            | Решение Пензенской городской Думы от 28.04.2023 № 910-49/7                                                                              |
| Тарасов, Александр Петрович (1924—1984)                                             | Решение Исполкома горсовета от 29.01.1974 № 62                                                                                          |
| Татищев, Александр Александрович (1823—1895)                                        | нет данных |
| Терновский, Георгий Владимирович (1915—1970)                                        | Решение исполкома городского Совета депутатов трудящихся от 08.01.1965 № 696                                                            |
| Тихонов, Дмитрий Захарович (Архиепископ Пензенский и Кузнецкий Серафим) (1935—2000) | Решение Пензенской городской Думы от 11.05.2000 № 528/41                                                                                |
| Уришов, Константин Петрович (1939—2010)                                             | Постановление бюро Горкома КПСС и горисполкома от 20.01.1983 № 49                                                                       |
| Ушаков, Виктор Алексеевич (1931—1991)                                               | Постановление бюро Горкома КПСС и горисполкома от 24.05.1988 № 184                                                                      |
| Чернецов, Иван Иванович (1915—1986)                                                 | Решение Пензенской городской Думы от 29.05.2015 № 167-9/6                                                                               |
| Чернов, Роман Борисович (род. 1971)                                                 | Решение Пензенской городской Думы от 11.03.2021 № 348-20/7                                                                              |
| Черушов, Виктор Афанасьевич (1935—2017)                                             | Решение Пензенской городской Думы от 27.12.2005 № 277-18/4                                                                              |
| Щербаков, Александр Евгеньевич (1928—2016)                                          | Постановление главы администрации от 09.06.1995 № 723                                                                                   |
| Щукин, Анатолий Александрович (1932—1988)                                           | Решение Исполкома горсовета от 29.01.1974 № 62                                                                                          |
| Яничкин, Юрий Ермолаевич (1941—2012)                                                | Решение Пензенской городской Думы от 27.05.2011 № 640-28/5                                                                              |